# 本亚明·科图斯
本亚明·科图斯（德語：Benjamin Cortus，1981年12月13日—）是一位德国足球裁判，现代表布格法恩巴赫体操及体育俱乐部（TSV Burgfarrnbach）执法。

## 裁判生涯
科图斯自1995年起开始从事裁判工作。2006年他仍在德国第五级的高级联赛执法，但仅用五年时间便已晋升至德乙联赛。在2013年执法海登海姆对阵达姆施塔特98的一场德丙联赛期间，科图斯引发了轩然大波：他在以两黄变一红为由将本亚明·戈尔卡罚出场之前，并没有出示前面的黄牌。其后有人称，科图斯是要对发出警告，却疏忽的将戈尔卡写入记事卡中。达姆施塔特98最初提出申诉，但被驳回，因为科图斯无法证明戈尔卡是否因侮辱裁判而被直接出示红牌。自2016年起，科图斯成为四位晋升至德甲的新秀裁判之一。

## 个人生活
科图斯来自佩格尼茨河畔勒滕巴赫，本职是一名IT管理助理。